# Francisca Van Dunem
Francisca Eugénia da Silva Dias Van Dunem (Luanda, 5 novembre 1955) è un'avvocata e politica angolana naturalizzata portoghese, ministra della giustizia dal 2015 al 2022 e ministra dell'amministrazione interna dal 2021 al 2022 nel governo di António Costa.

## Biografia

### Formazione e famiglia
Van Dunem si laurea in legge all'Università di Lisbona nel 1977. Ha passato nel 1979 l'esame di stato per pubblico ministero. Van Dunem ha la doppia nazionalità portoghese e angolana, è sposata e ha un figlio. La famiglia vive nell'area della Grande Lisbona.

### Carriera
Van Dunem nasce nel 1955 a Luanda, capitale dell'Africa Occidentale Portoghese. Si trasferisce a Lisbona a inizio anni '70 per studiare legge. Nel 1974 il colpo di Stato militare e la rivoluzione dei garofani abbattono il regime salazarista dell'Estado Novo, e l'anno successivo l'Angola ottiene l'indipendenza e sceglie un regime comunista - la Repubblica Popolare dell'Angola. Nel 1977 Van Dunem si laurea e decide di rimanere in Portogallo; lo stesso anno, suo fratello José viene ucciso in una purga ordinata dal governo angolano di Agostinho Neto.
Van Dunem ha lavorato nella giustizia come assistente vice pubblico ministero (1979-80), vice pubblico ministero (1980-83 alla corte del lavoro di Lisbona, 1983-85 alla corte penale, 1987-89 al servizio dei pubblici ministeri); membro dell'ufficio legale privato del Pubblico Ministero di Stato (1989-2001) e vice Pubblico Ministero di Stato e direttore dell'ufficio di Lisbona dei pubblici ministeri (dal 2001).
Il 26 novembre 2015 è stata nominata ministra della giustizia dal primo ministro António Costa, diventando la prima persona di origine africana ad entrare all'interno di un governo del Portogallo. Nel dicembre 2021, a seguito delle dimissioni del politico Eduardo Cabrita, è diventata anche titolare del ministero dell'amministrazione interna. Ha lasciato entrambi i dicasteri il 30 marzo 2022 con la fine del governo Costa II.